# Amankeldı İmanov
Amankeldı Üderbaiūly İmanov  (en kazajo: Аманкелді Үдербайұлы Иманов; 3 de abril [22 de marzo] de 1873 - 20 de abril o 18 de mayo de 1919), a menudo conocido como Amankeldı o Amangeldy, fue un revolucionario kazajo líder de la revuelta de Asia Central de 1916 en Kazajistán. Posteriormente, luchó junto al Ejército Rojo y fue asesinado en circunstancias poco claras en abril de 1919. Desde entonces se ha convertido en un héroe popular kazajo por su liderazgo en la revuelta.

## Primeros años de vida
Amankeldı Üderbaiūly İmanov nació el 3 de abril de 1873 en el seno de una familia de nómadas Qypşaq pobres en el Uyezd Turgaysky del Óblast de Turgay (actual distrito de Amangeldi en la región de Kostanay). Su abuelo era İman Dulatūly, un comandante rebelde kazajo durante la Rebelión de Kenesary Kasymov. Cuando Amankeldı era joven, lo enviaron a un aúl, donde pasó tres años antes de otro periodo de cuatro años en una madrasa. En este tiempo, aprendió árabe, persa y turco.
Las primeras convicciones políticas de Imanov estuvieron influidas por las de Ybyrai Altynsarin, un educador y activista progresista kazajo que murió cuando Imanov tenía 12 años. La Gran Enciclopedia Soviética afirma que Imanov apoyó a los kazajos encarcelados en San Petersburgo, la capital rusa, pero aún no hay pruebas que lo demuestren. Fue detenido por primera vez por las autoridades zaristas en 1896 por incitar a los campesinos kazajos a la rebelión armada contra los beys, y permaneció en prisión hasta 1911 o fue encarcelado varias veces entre 1896 y 1908, tras haber participado en la Revolución rusa de 1905.

## Revuelta de Asia Central de 1916
El 25 de junio de 1916, el zar Nicolás II emitió un edicto, denominado "la requisa" (en ruso: реквизиция, romanizado: rekvizitsiya). Según el edicto, todos los kazajos de entre 19 y 43 años debían ser reclutados para la construcción de  fortificaciones para el Ejército Imperial Ruso durante la Primera Guerra Mundial.Las listas de los que debían ser reclutados fueron creadas por los líderes locales, que eran susceptibles a la corrupción y a menudo aceptaban sobornos de caballos a cambio de eliminar a individuos de las listas de reclutamiento. El gobierno ruso retrasó la requisición hasta el 15 de septiembre de 1916 en medio de las protestas populares, pero no consiguió frenar el resentimiento y pronto comenzó un levantamiento bajo el liderazgo de Imanov.
En los primeros días de la sublevación, Imanov se puso en contacto con varios compañeros revolucionarios de Turgay Oblast; junto con Älıbi Jangildin, presentó películas a los kazajos como incentivo para que se unieran a la revuelta. Fue elegido Sardarbey (comandante en jefe) de la revuelta el 21 de noviembre de 1916. Bajo su mando había dos kans: Äbdiğapar Janbosynūly, que representaba al clan Qypşaq en la mitad oriental del óblast, y Ospan Sholakov, que representaba a la mitad occidental de Argyn. Jangildin actuó como improvisado "ideólogo" de la revuelta, que en octubre de 1916 había alcanzado los 50.000 participantes en 20 destacamentos. Imanov instruyó personalmente a los rebeldes en armamento y guerra.
La primera gran batalla de la revuelta fue el asedio del pueblo de Torğai, que comenzó el 22 de octubre de 1916. Tras 27 días de asedio, los ejércitos de Imanov se retiraron ante la aproximación de las tropas rusas.Los rebeldes se retiraron entonces a Batbakkara, donde continuaron librando una guerra de guerrillas contra el gobierno ruso hasta su colapso en la Revolución de Febrero.

## Revolución rusa y guerra civil
La Revolución de Febrero provocó importantes cambios políticos en Kazajistán, y surgieron divisiones entre los grupos nacionalistas. El primero eran los revolucionarios, liderados por İmanov, que defendían la independencia kazaja de Rusia por métodos violentos. El segundo era el partido Alash, liderado por Alikhan Bukeikhanov, que había intentado negociar con el Zar para evitar el reclutamiento. Imanov desconfiaba del Alash, al que consideraba subordinado al Gobierno provisional ruso, y se alineó con los bolcheviques. Esta desconfianza era mutua; Bukeikhanov describió a Imanov como un "ladrón de caballos profesional" en un telegrama al ministro del Interior Sergey Dmitriyevich Urusov, y consideraba que el ascenso de Imanov a la fama había sido accidental. En el verano de 1917, los líderes del levantamiento fueron juzgados. Imanov fue condenado a diez años de exilio en Siberia. Sin embargo, esta sentencia nunca se cumplió. Imanov siguió agitando entre el campesinado kazajo, esta vez a favor de los bolcheviques.
Cuando comenzó la Guerra civil rusa, İmanov se unió al Ejército Rojo y trabajó para establecer el control rojo sobre el Óblast de Turgay. Participó en el primer Congreso de los Sóviets del Óblast de Turgay y el 4 de abril de 1918 había comenzado a luchar en Oremburgo contra los cosacos de Oremburgo bajo el mando de Alexander Dutov. Los esfuerzos políticos de İmanov pronto se vieron interrumpidos por el derrocamiento del gobierno comunista en Turgay y el establecimiento de la Autonomía de Alash. Volvió a la guerra de guerrillas, al mando de tropas partisanas. Cuando el Ejército Rojo reconquistó el óblast de Turgay a mediados de diciembre, Imanov fue elegido jefe del distrito militar de Turgay y encargado de establecer unidades militares.

## Muerte
El 18 de abril de 1919, Imanov recibió órdenes del gobierno soviético de unir su destacamento a las unidades que luchaban en Aktobe. Dos días más tarde, sin embargo, la Autonomía de Alash volvió a tomar el control del óblast de Turgay, e Imanov fue asesinado. Las circunstancias exactas de la muerte de Imanov siguen siendo objeto de controversia entre los historiadores. En un principio, los historiadores soviéticos aceptaron como un hecho objetivo el testimonio recogido en los diarios de Älıby Jangeldin, según el cual Imanov fue asesinado por las autoridades de la Autonomía de Alash. Sin embargo, desde la disolución de la Unión Soviética, las afirmaciones de Jangeldin se han enfrentado a la oposición de algunos historiadores, que afirman que, en cambio, fue asesinado por miembros del movimiento blanco.
İmanov fue enterrado en el pueblo de Alaköl, y dejó dos hijos, Ramazan y Sharip. Ramazan, que tenía cuatro años cuando murió Amankeldı, luchó y murió en la Segunda Guerra Mundial.

## Legado

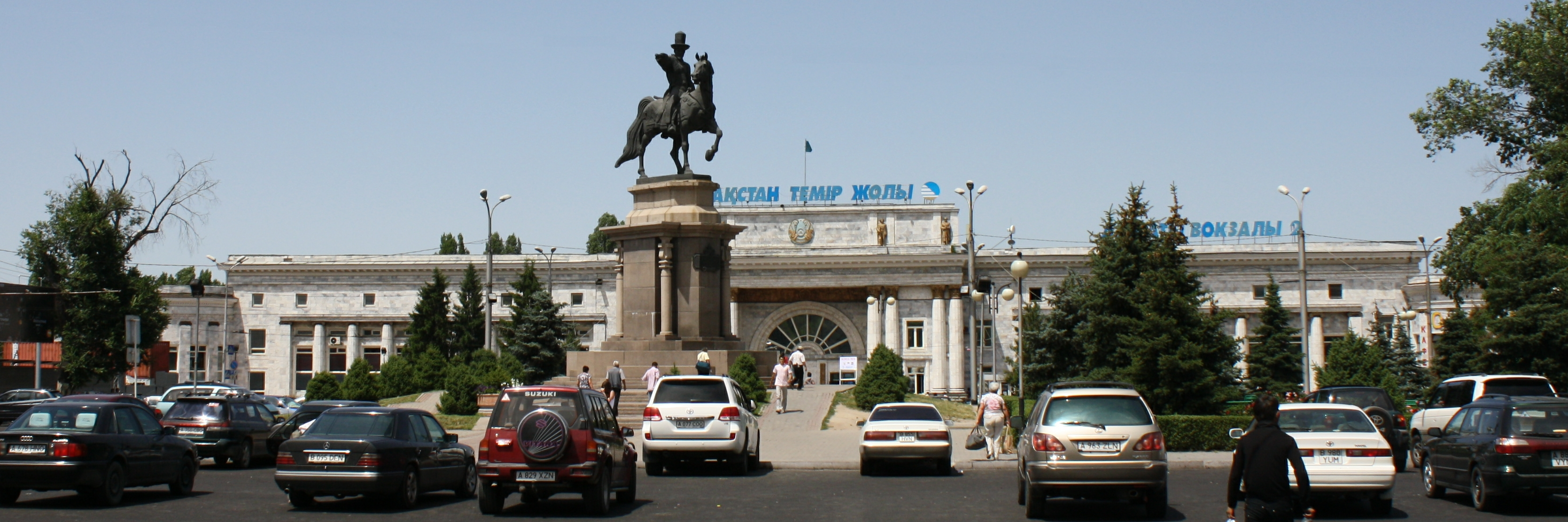
Estatua de İmanov en la estación Almaty-2

Desde su muerte, Imanov se convirtió en un héroe popular kazajo. Esta evolución contó con el apoyo del gobierno soviético, que presentó a Imanov como un miembro del campesinado responsable de liderar un levantamiento anticolonial. Se escribieron libros en su honor y se rebautizaron pueblos y calles con su nombre (como Amangeldi, antes Batbakkara). Se le erigieron varios monumentos, entre ellos una estatua ecuestre en la estación Almaty-2. La vida de Imanov fue retratada en la película de 1938 Amangeldy, en la que fue interpretado por el actor Elubai Ömirzaqov.